# AWZ P 70
Der P 70 war ein Kleinwagen, der vom IFA-Betrieb VEB Automobilwerk Zwickau (als AWZ P 70 „Zwickau“), später VEB Sachsenring Automobilwerke Zwickau (als Sachsenring P 70) hergestellt wurde. Der Motor wurde im Barkas-Werk produziert. Die Bezeichnung P 70 steht für Personenkraftwagen mit 700 cm³ Hubraum. Der P 70 war nach der Chevrolet Corvette eines der ersten Serienfahrzeuge mit Kunststoffkarosserie und das erste überhaupt, dessen Kunststoff-Karosserie nicht in Handarbeit hergestellt wurde. Der P 70 war auf Basis des IFA F 8 als Zwischentyp zur Erprobung des neuartigen Karosseriematerials vorgesehen, konnte wegen des zu hohen Preises jedoch nicht der Massenmotorisierung in der DDR dienen. Diese Funktion übernahm der preisgünstiger hergestellte Trabant, der 1958 serienreif wurde und den P 70 ablösen konnte. Das erklärt die für DDR-Verhältnisse sehr kurze Bauzeit des P 70 von nur vier Jahren. In den Jahren 1955 bis 1959 wurden 36.151 Fahrzeuge in den Bauformen Limousine, Coupé (ca. 1500 Stück) und Kombi produziert. Das Fahrzeug wurde in allen seinen Versionen auch exportiert.

## Merkmale
Der P 70 entspricht in seiner Grundkonstruktion dem F 8, wobei er sich äußerlich durch die neue Pontonkarosserie und den kürzeren Radstand deutlich von ihm unterscheidet. Er wurde mit einem Rahmen, einer mit Duroplastteilen beplankten Holzskelettkarosserie sowie einem leicht veränderten F-8-Motor ausgeliefert. Dieser Motor wurde gegenüber dem IFA F 8 um 180 Grad gedreht eingebaut, sodass er und das Getriebe vor der Achse saßen und der Kühler in der Höhe versetzt hinter dem Motor lag. Die Leistung des Zweizylinder-Zweitakt-Ottomotors wurde durch Zylinderköpfe aus Aluminium mit zentral angeordneter Zündkerze um 2,5 PS auf 22 PS erhöht. Die Kraft wurde ähnlich wie beim F 8 über eine Mehrscheiben-Ölbadkupplung, eine Kette und ein unsynchronisiertes Dreiganggetriebe mit sperrbarem Freilauf auf die Vorderachse übertragen. Der Wagen hatte außerdem eine Dynastart-Anlage, also eine direkt auf der Motorwelle sitzende 12-V-Lichtmaschine, die gleichzeitig Anlasser war. Die im Pkw-Bau recht außergewöhnliche Thermosiphonkühlung ohne Lüfterrad wurde beibehalten. Mit diesem sehr einfachen Kühlsystem war eine Neigung zum Kochen des Kühlwassers gegeben, vor allem bei längerem Fahren im 1. Gang.
Die Karosserie war eine Neuheit. Sie bestand aus einem Holzgerippe, das mit neuartigen, mit hohem Aufwand speziell entwickelten Duroplastschalen beplankt war. Sie bestanden aus einem mit Baumwollkurzfasern (Linters) verstärkten Phenolharz. Mit dieser Konstruktion konnte auf das in der DDR knappe tiefziehfähige Stahlblech verzichtet werden. Auch ließ sich das Fahrzeuggewicht durch den Kunststoff reduzieren und eine große Langlebigkeit erreichen. Dem entgegen stand das für den Stand der Technik zu große Dach des Kombis aus kunstlederbespanntem Sperrholz und die Karosseriehaut des Coupés aus Stahl. Mit dem P 70 sollten die veraltete Karosserie des F 8 abgelöst und dabei die Sitz- und Platzverhältnisse verbessert werden. Wegen der zu teuren Herstellung und der noch nicht ausgereiften Konstruktion wurde der P 70 als nicht geeignet für die Massenmotorisierung angesehen, vielmehr flossen die gesammelten Erfahrungen in die parallel verlaufende Entwicklung des Trabants ein.
Der P 70 war zunächst spartanisch ausgestattet, was für Unmut und stockenden Absatz sorgte. Er hatte anfangs weder bewegliche Türscheiben noch eine Kofferraumklappe. 1956 erhielt das Fahrzeug in der Fahrer- und Beifahrertür Schiebefenster und einige weitere Verbesserungen. Der Kofferraum war bei der Limousine nur über den Fahrgastraum zugänglich, später gab es für den nachträglichen Einbau aber einen speziellen Umbausatz.
Im Frühjahr 1956 kam zusätzlich zur Limousine der P 70 Kombi in den Handel. Das Dach des bis zur B-Säule der Limousine gleichenden Kombis war mit Kunstleder bespannt. Die große Hecktür war seitlich (links) angeschlagen. Sie ermöglichte einen guten Zugang zum großen Kofferraum. Die Größe des Kofferraums machte den P 70 Kombi sehr beliebt. Das P-70-Coupé (ab Frühjahr 1957) hatte eine Stahlblechkarosserie mit sportlichem Design, die auch im Ausland Beachtung fand. Dazu trugen neben der windschnittigen Form auch das aggressive Kühlermaul, die hochglanzpolierte Alu-Lufthutzen-Attrappe auf der Motorhaube sowie die samt Mittelstrebe versenkbaren Kurbelfenster bei. Die Sportlichkeit war aber eher äußerlich, denn das Coupé hatte trotz seines etwas höheren Eigengewichts den gleichen Motor wie die anderen Modelle.

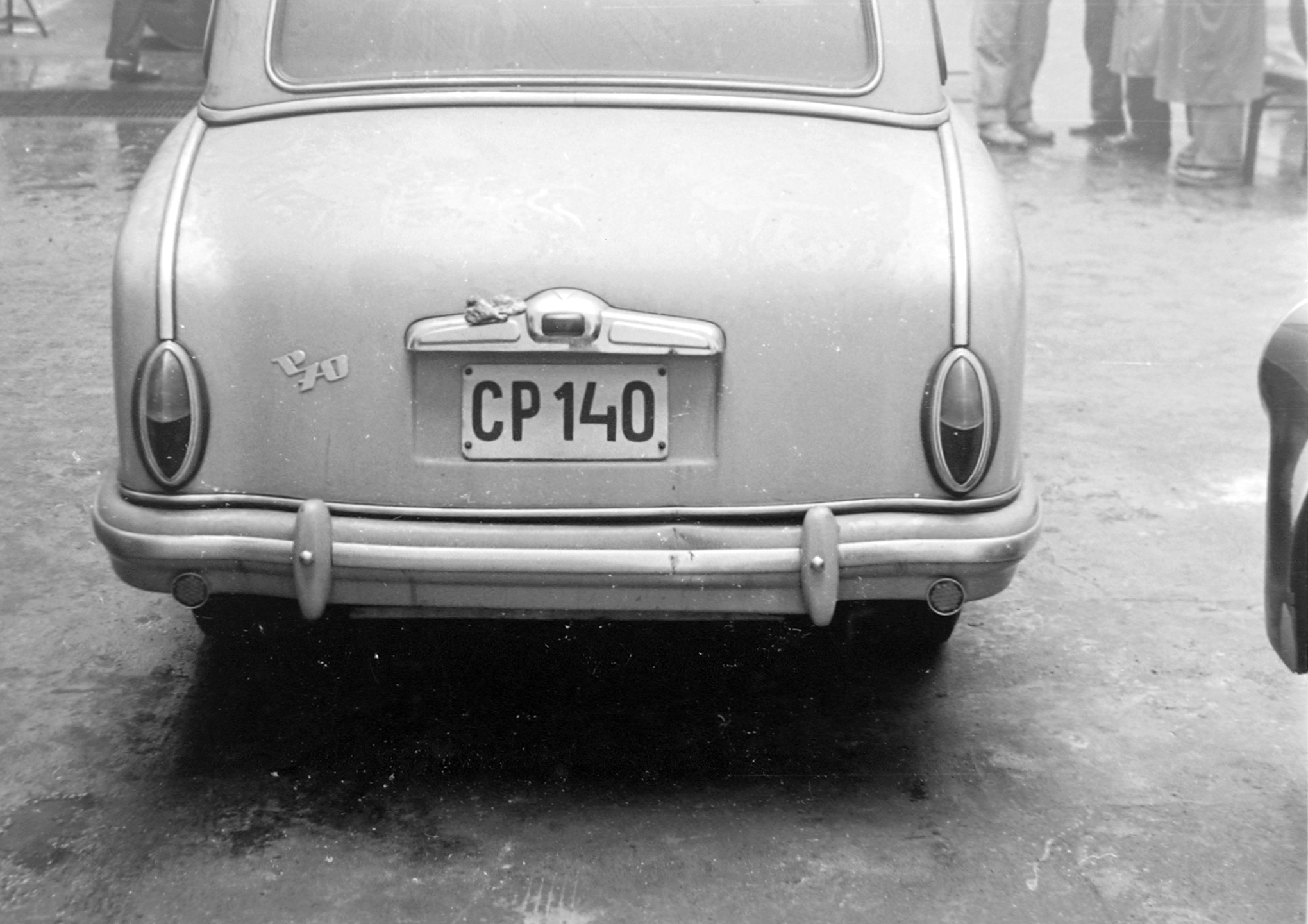
Heckansicht der Limousine, erkennbar ist die fehlende Heckklappe
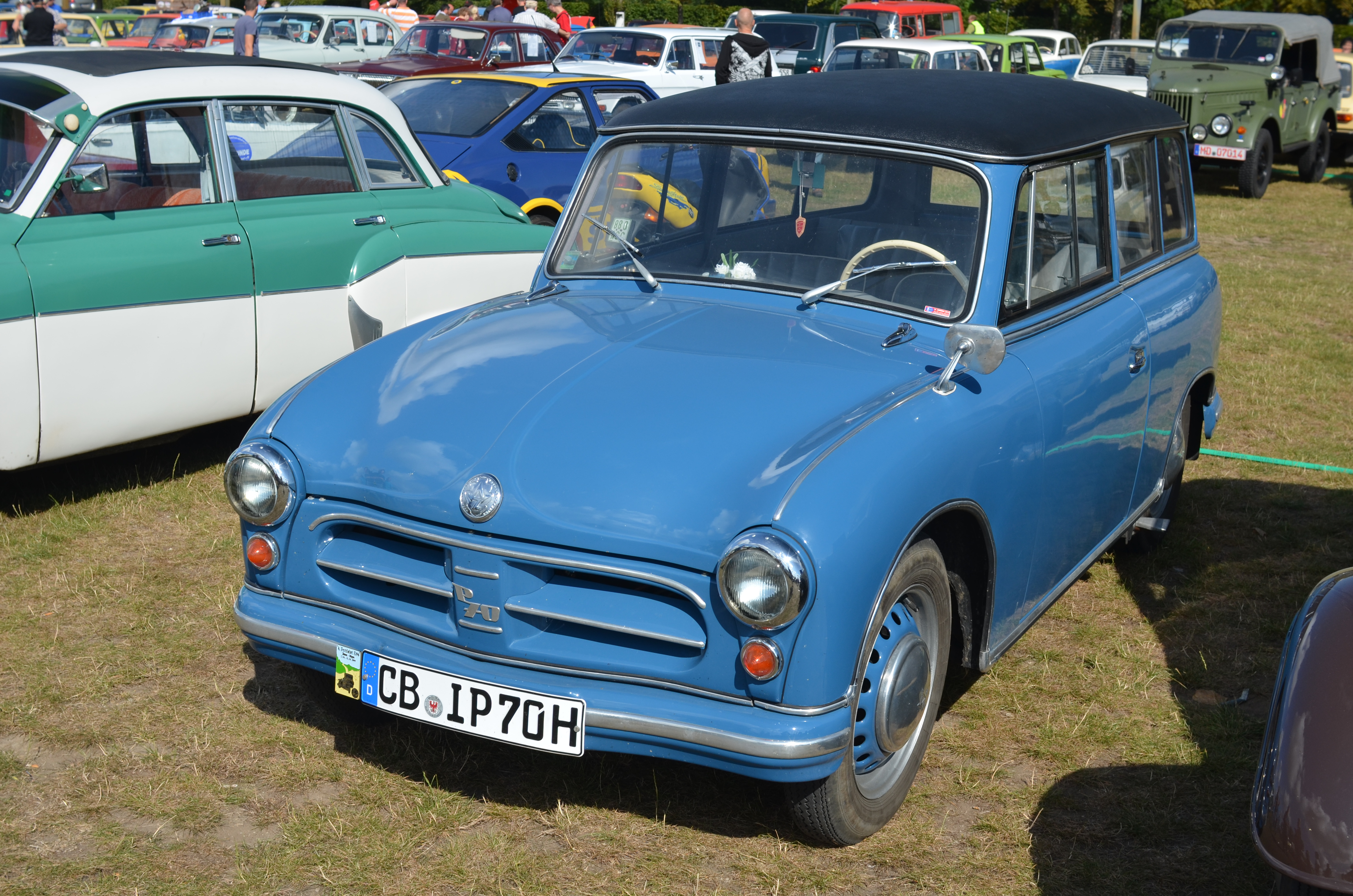
AWZ P 70 Kombi
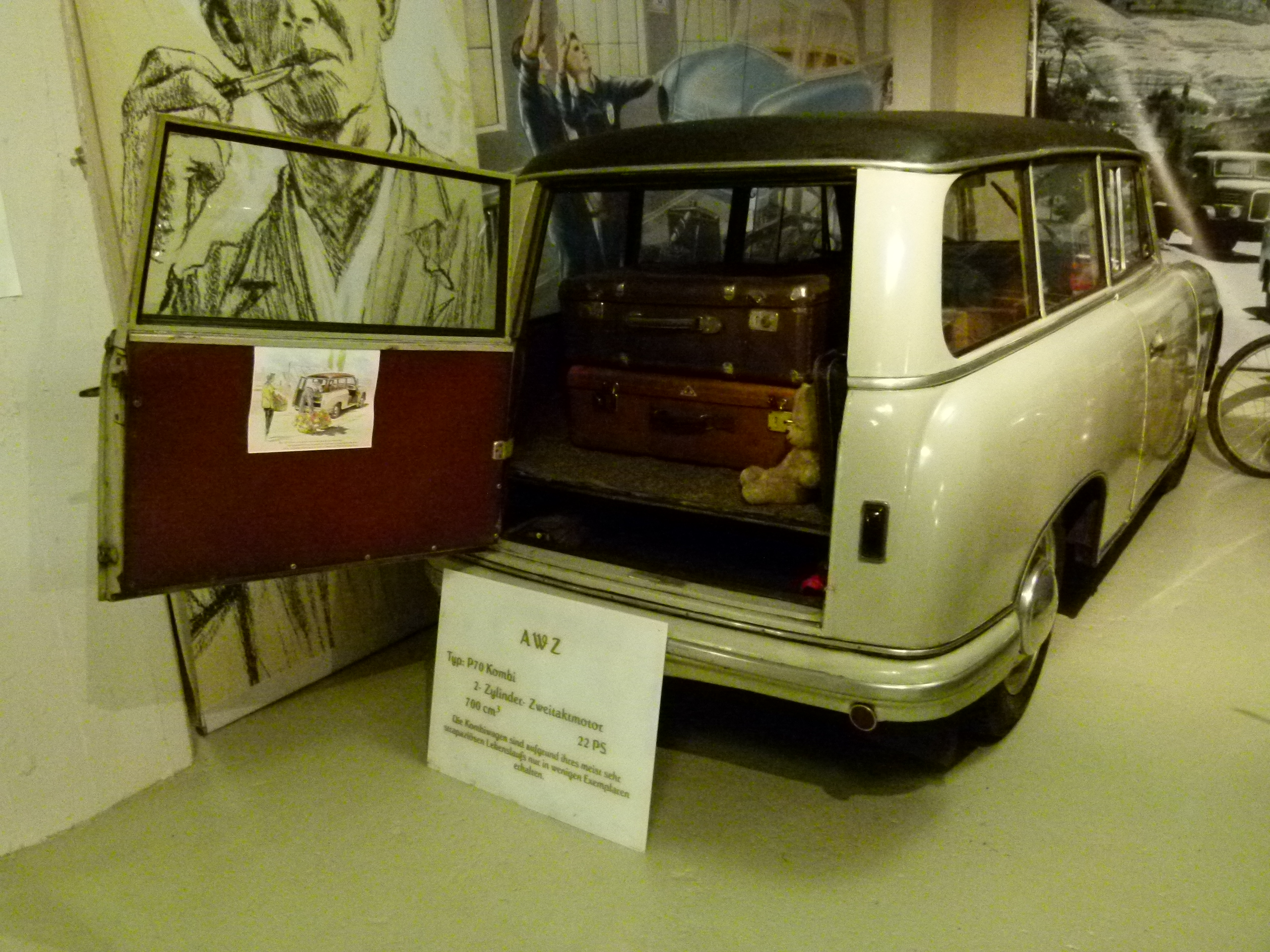
AWZ P 70 Kombi, Heckansicht
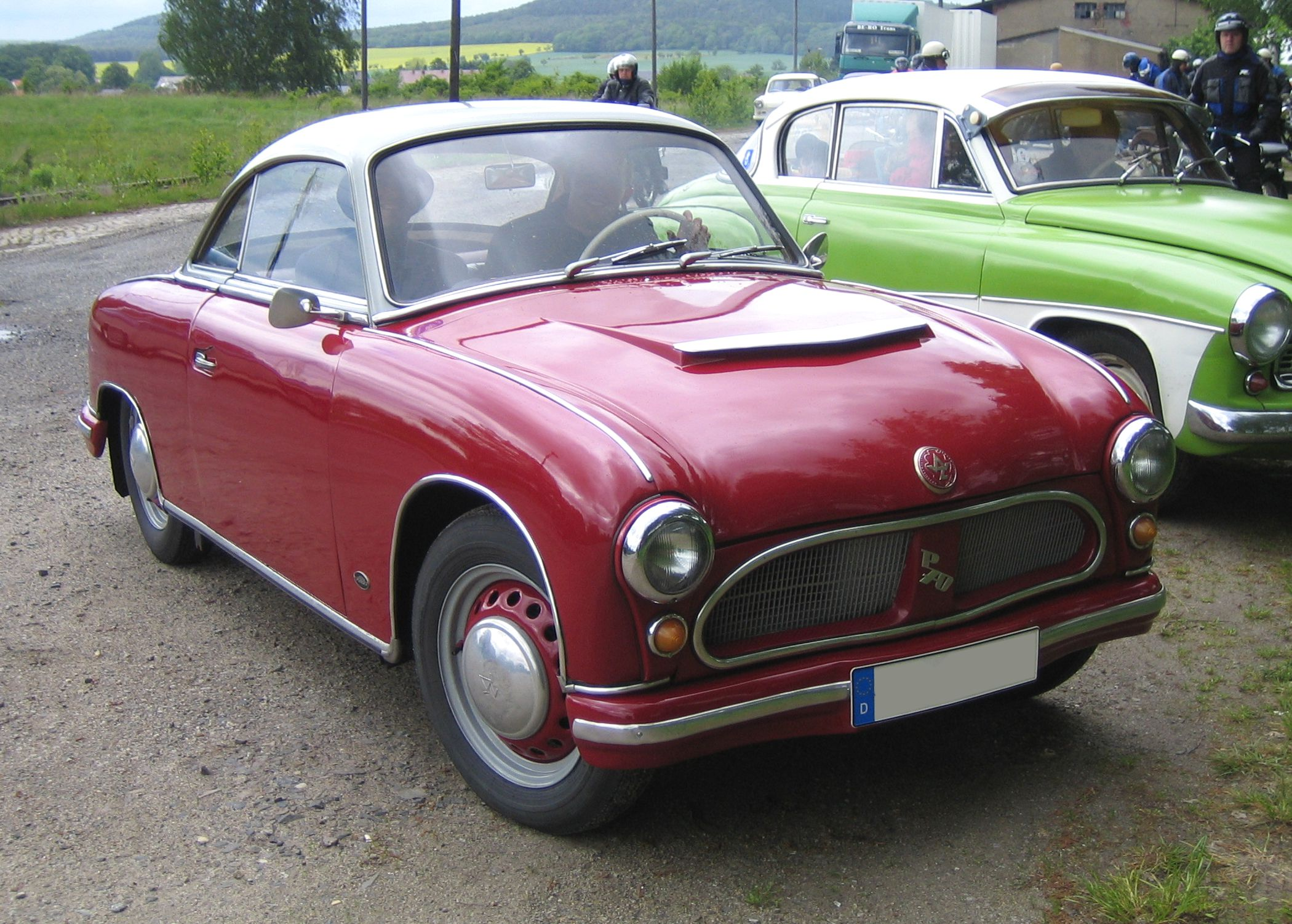
AWZ P 70 Coupé
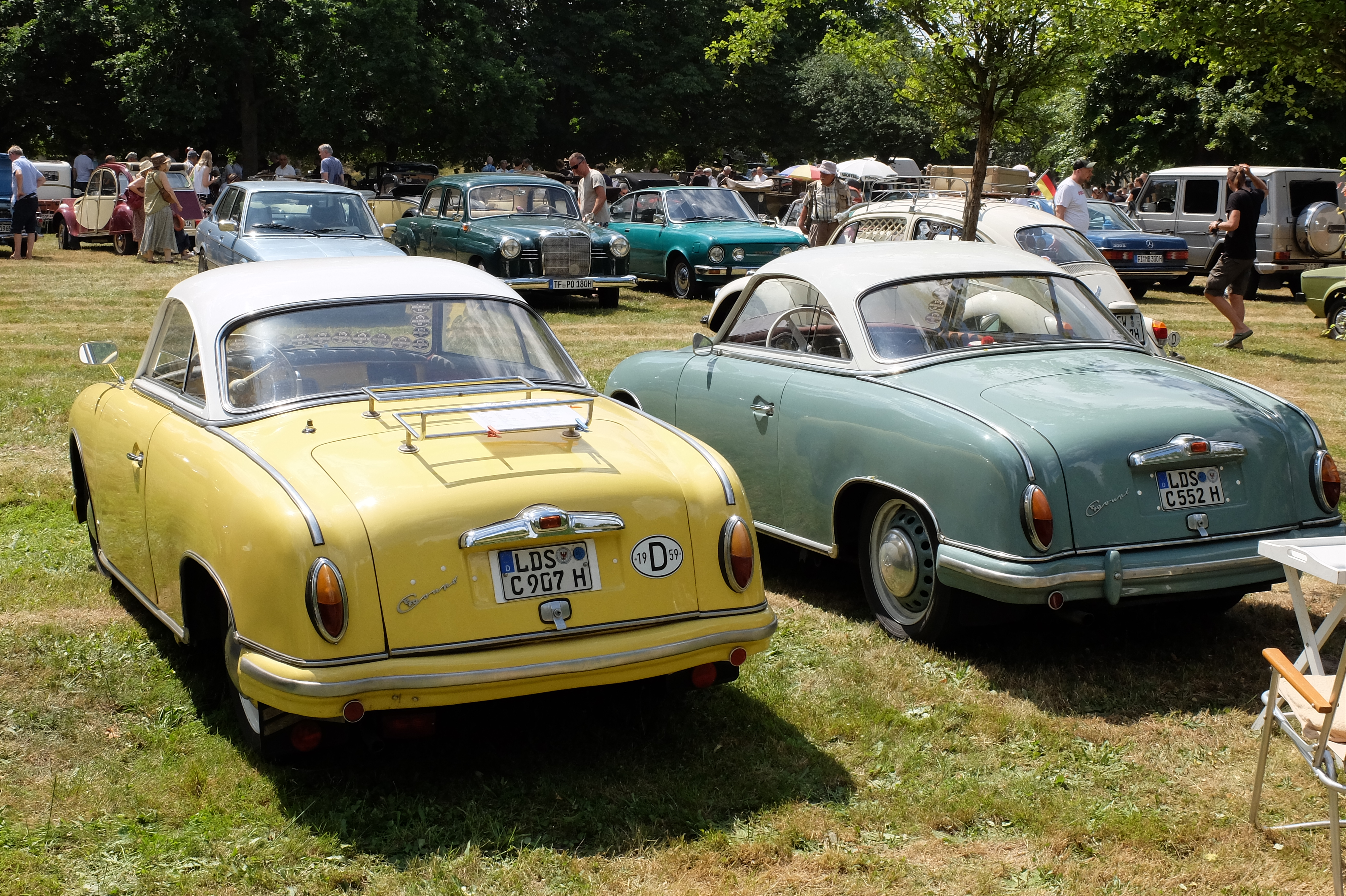
AWZ P 70 Coupé, Heckansicht

## Technische Daten
- Motor: Zweizylinder-Dreikanal-Zweitakt-Ottomotor mit Umkehrspülung
  - Hubraum: 690 cm³, Hub: 76 mm, Bohrung: 76 mm
  - Verdichtungsverhältnis: 6,8 : 1
  - Höchstleistung: 22 PS (16 kW) bei 3500 min−1
  - max. Drehmoment: 5,4 kpm (53 Nm) bei 1900 min−1
  - sperrbarer Freilauf auf der Kurbelwelle
- Kühlung: Wasserumlaufkühlung ohne Pumpe (Thermosiphonkühlung) mit Wasserröhrenkühler
- Vergaser: BVF Flachstromvergaser H 321-2
- Kupplung: Mehrscheiben-Ölbadkupplung
- Getriebe: Blockgetriebe mit eingebautem Differentialgetriebe und Achsantrieben
  - drei Vorwärtsgänge und ein Rückwärtsgang, unsynchronisiert
  - Übersetzungen:
    - 1. Gang: 3,44
    - 2. Gang: 1,69
    - 3. Gang: 1,00
    - Rückwärts-Gang: 4,73
- Schaltung: Krückstockschaltung
- Vorderachse: Einzelradaufhängung mit Halbelliptik-Querblattfeder und Querlenker
  - hydraulische Kolbenstoßdämpfer (Hebelstoßdämpfer)
  - Radantrieb über Doppelgelenkwellen
- Hinterachse: Starrachse an Längslenkern mit hochliegender Halbelliptik-Querblattfeder (Schwebeachse)
  - hydraulische Kolbenstoßdämpfer (Hebelstoßdämpfer)
- Lenkung: Zahnstangenlenkung mit Gewebescheibe und Flatterbremse
  - Wendekreis: zehn Meter
- Rahmen: Kastenprofilrahmen mit zwei Längs- und vier Querträgern
- Bremsen:
  - Fußbremse: Innenbacken-Duplex-Trommelbremsen, mechanisch mit Seilzug betätigt
  - Handbremse: mechanisch auf die Hinterräder wirkend
- Räder: Scheibenräder mit 4-Loch-Teilung 3,25×16 Zoll
- Bereifung: 5,00–16
- Tank: 32 Liter inkl. 4 Liter Reserve, über Benzinhahn umzustellen
- Verbrauch: ca. 8 Liter Gemisch 1 : 25 auf 100 km
- Höchstgeschwindigkeit: 90 km/h (Coupe 100 km/h)
- Elektrische Anlage:
  - Zündung: Batteriezündung mit je einem Unterbrecher und einer Zündspule pro Zylinder
  - Zündkerzen: M18×1,5, Wärmewert 175
  - Lichtmaschine: Dynastart 12 V, 250 W
  - Batterie: 12 V, 56 Ah
  - Scheinwerfer: 35/35 W, 12 V
  - Radio (falls vorhanden): Röhrenradio, gespeist mit Zerhacker im Beifahrer-Fußraum, mechanische Wellenbereichs-Wahltasten
- Abmessungen:
  - Länge: 3740 mm, Breite: 1500 mm, Höhe: 1480 mm
  - Bodenfreiheit: 190 mm
  - Radstand: 2380 mm
- Gewicht (jeweils 1. Wert Limousine, 2. Wert Kombi, 3. Wert Coupé)
  - zulässiges Gesamtgewicht: 1120 kg/1150 kg/1150 kg
  - Leergewicht: 800 kg/830 kg/875 kg
  - Nutzlast: 320 kg/320 kg/275 kg